# تولیو گونلی
تولیو گونلی (انگلیسی: Tullio Gonnelli; ۲۱ نوامبر ۱۹۱۲ – ۱۲ ژانویهٔ ۲۰۰۵) ورزشکار دو و میدانی اهل ایتالیا بود.
وی در مسابقات کشوری و بین‌المللی در مجموع برندهٔ ۱ مدال نقره شده‌است.